# Josephine Ehlert
Josephine Ehlert (* 1983 in Ost-Berlin) ist eine deutsche Theater- und Filmschauspielerin.

## Leben
Josephine Ehlert absolvierte eine Schauspielausbildung am Konservatorium der Stadt Wien bis 2009. Danach wurde sie als Theaterschauspielerin aktiv, seit 2013 ist sie in Film und Fernsehen zu sehen. 2015 schrieb sie das Drehbuch zum Mystery-Thriller Schattenwald. Seit 2018 spielt sie die Hauptrolle der Lou in der Fernsehserie Servus Baby.

## Filmografie (Auswahl)
- 2002: Klassenfahrt
- 2012: Pass gut auf ihn auf! (Fernsehfilm)
- 2014: Im Labyrinth des Schweigens
- 2014: Lena Fauch – Vergebung oder Rache (Fernsehserie)
- 2015: Hubert und Staller (Fernsehserie, 1 Folge)
- 2015: Schattenwald
- 2015: Unsichtbare Jahre (Fernsehfilm)
- 2015: Friedenshöhe (Kurzfilm)
- 2016: Die Rosenheim-Cops (Fernsehserie, 1 Folge)
- 2016: Lena Lorenz (Fernsehserie, 1 Folge)
- 2016: Save (Kurzfilm)
- 2017: Der Alte (Fernsehserie, 1 Folge)
- 2017: Matula (Fernsehserie, 1 Folge)
- 2017: Der Polizist, der Mord und das Kind (Fernsehfilm)
- 2017: Sky Blue
- 2017: Unter Verdacht: Die Guten und die Bösen (Fernsehserie, 1 Folge)
- seit 2018: Servus Baby (Fernsehserie, Regie Natalie Spinell)
- 2019: In aller Freundschaft – Die jungen Ärzte (Fernsehserie, 1 Folge)
- 2020: Tatort: Tschill Out
- 2022: Zimmer mit Stall – Über alle Berge (Fernsehreihe)
- 2024: School of Champions (Fernsehserie)